# Графство Гимборн
Графство Гимборн — государство в составе Священной Римской империи на территории Бергишес-Ланд с 1631 по 1806 гг. со столицей в деревне Гимборн. В его состав входили города Бергнойштадт, Гуммерсбах и Мариенхайде.

## История
В 1273 г. владение Гимборн было заложено графом Берга Адольфом V была передана в залог графу Марка Энгельберту I, в 1550 г. замок Гимборн перешел к франконской семье Шварценбергов через заключённый в 1550 г. брак Вильгельма I и Екатерине Фрейн Нессельроде.
Адам фон Шварценберг использовал своё влияние на курфюрста Георга Вильгельма, чтобы выделить из полученного в 1610 г. графства Марк амт Нойштадт в качестве имперской вотчины (Нойштадт-Гимборн) и предоставить ей свободный имперский статус. В 1631 г. амт был выделен курфюрстом, признание императором Леопольдом I случилось лишь в 1658 г.
В 1667 году Шварценберги предприняли неудачную попытку сделать графство имперским поместьем. В 1682 г. дом Шварценбергов получил место и право голоса в Вестфальском округе, а с 1702 г. — как графы от Вестфалии место и право голоса в имперском рейхстаге. Графство по имперскому матрикулу должно было выставлять 2 конных и 7 пеших солдат в имперскую армию, цена их ежемесячного содержания составляла 52 гульдена. С 1776 г. на содержание Имперского камерального суда с графства был установлен взнос в размере 8 рейхсталеров 30 крейцеров.
В 1782 году Шварценберги продали графство ганноверскому генералу Иоганну Людвигу фон Вальмодену, который 17 января 1783 года был возведен в сан имперского графа и включён в состав Вестфальской имперской графской коллегии.
В 1806 году по акту о создании Рейнского союза Гимборн перешел к Великому герцогству Берг и управлялся как кантон Гуммерсбах в округе Зиген в департаменте Зиг. По итогам Венского конгресса территория перешла к Пруссии, в июне 1815 г. включившей её в состав провинции Великое герцогство Нижний Рейн, с 1816 по 1819 г. существовал округ Гимборн.

## Территория
В 1800 г. в состав имперского графства входили:
- Владение (нем. Herrschaft ) Гимборн:
  - Замок Гимборн и крестьянскиt подворья Обер- и Нидергимборн
- Амт Нойштадт:
  - Город Нойштадт
  - Приход Гуммерсбах с крестьянскими подворьями Берренберг, Гуммерсбах, Кальсбах, Обергельпе, Роспе, Штромбах и дворянскими поместьями (нем. Adliges Gut) Обердершлаг и Лютцингхаузен
  - Приход Либерхаузен с одноимённым крестьянским подворьем и дворянскими поместьями Бёзингхаузен и Коверштайн
  - Приход Мюлленбах с крестьянскими подворьями Оберен и Унтерен, монастырем Мариенхайде и дворянскими поместьями Герверсхаген, Мюлленбах и Ин дер Виген.
  - Приход Рюндерот с приходами (нем. Kirchspiel) Оберен и Уберен, дворянскими поместьями Боклерхаузен, Лей, Оль, Ремсхаген и Зельбах.
  - Приход Виденест с крестьянскими подворьями Виденест, Атенер Грунд, Пернцер Грунд и дворянским поместьем Бруххаузен.